# The Best of Leonard Cohen
The Best of Leonard Cohen è un album discografico di carattere antologico del cantautore folk canadese Leonard Cohen, pubblicato nel 1975.

## Tracce
1. Suzanne – 3:50
2. Sisters of Mercy – 3:36
3. So Long, Marianne – 5:40
4. Bird on the Wire – 3:27
5. Lady Midnight – 2:58
6. The Partisan – 3:25
7. Hey, That's No Way to Say Goodbye – 2:57
8. Famous Blue Raincoat – 5:09
9. Last Year's Man – 5:59
10. Chelsea Hotel #2 – 3:07
11. Who by Fire – 2:32
12. Take This Longing – 4:05

## Riedizione
Il disco è stato ripubblicato nel 2009 col titolo Greatest Hits, un nuovo artwork e una tracklist rivisitata.